# Armin Hofmann
Pour les articles homonymes, voir Hofmann.
Armin Hofmann est un graphiste suisse, né le 29 juin 1920 à Winterthur et mort le 18 décembre 2020, à Lucerne. À travers son enseignement à la Allgemeine Gewerbeschule Basel (école de design de Bâle, AGS), où il est responsable de la classe de graphisme de 1947 à 1987, il a joué un rôle important dans le développement du style typographique suisse.

## Biographie
Armin Hofmann, âgé de 17 ans, suit de 1937 à 1938 le cours propédeutique à l'école d'arts appliqués de Zurich (Kunstgewerbeschule), où ses enseignants sont Alfred Willimann, Ernst Keller et Ernst Gubler. De 1938 à 1942, il effectue un apprentissage de lithographe à Winterthour. Il est marqué par “le sérieux et l'engagement” de ses enseignants, en particulier Ernst Gubler (1895-1958).
Dès 1943, il travaille comme lithographe et concepteur graphique dans différents ateliers, notamment chez Fritz Bühler à Bâle, aux côtés de Karl Gerstner et Max Schmid,.
En 1947, âgé de 26 ans, après une rencontre avec Emil Ruder (enseignant en typographie et responsable du département des arts appliqués), il commence à enseigner le graphisme à l'AGS (dans la Fachklasse für Grafik).
En 1953, Armin Hofmann épouse Dorothea Schmid, alors élève en troisième année dans la classe de graphisme.

### Genèse du Manuel de création graphique

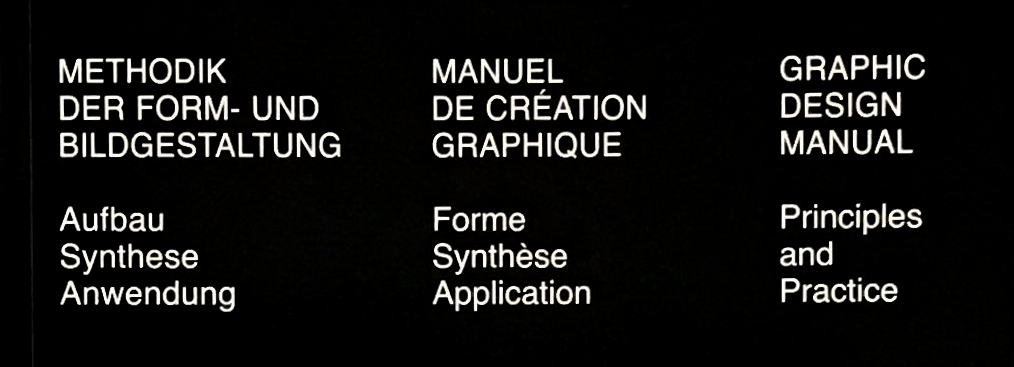
Titre du Manuel de création graphique.

En 1959, Hofmann est contacté par Jean Koefoed, de la maison d'édition américaine Reihold Publishing. Koefoed est impressionné par un article que Hofmann a publié dans la revue Graphis, sur l'enseignement du design. Il indique à Hofmann qu'il existe une réelle lacune dans ce domaine, et l'encourage à écrire un livre. À la suite de cet encouragement, Hofmann élabore son Manuel de création graphique, qui sera publié en 1965. 

### Enseignement international
En 1956, Armin Hofmann est invité à l'école d'art de l'université de Yale (Yale University School of Art) par Herbert Matter, qui y enseigne la photographie. Également en 1956, Hofmann participe avec Josef Müller-Brockmann à la conférence internationale de design d'Aspen, au Colorado. L'année suivante, son travail est montré dans l'exposition «Swiss Graphic Designers» qui voyage à travers les Etats-Unis. À Yale, Hoffmann intervient régulièrement de 1956 jusqu'en 1991 (en tant que visiting lecturer in graphic design).  

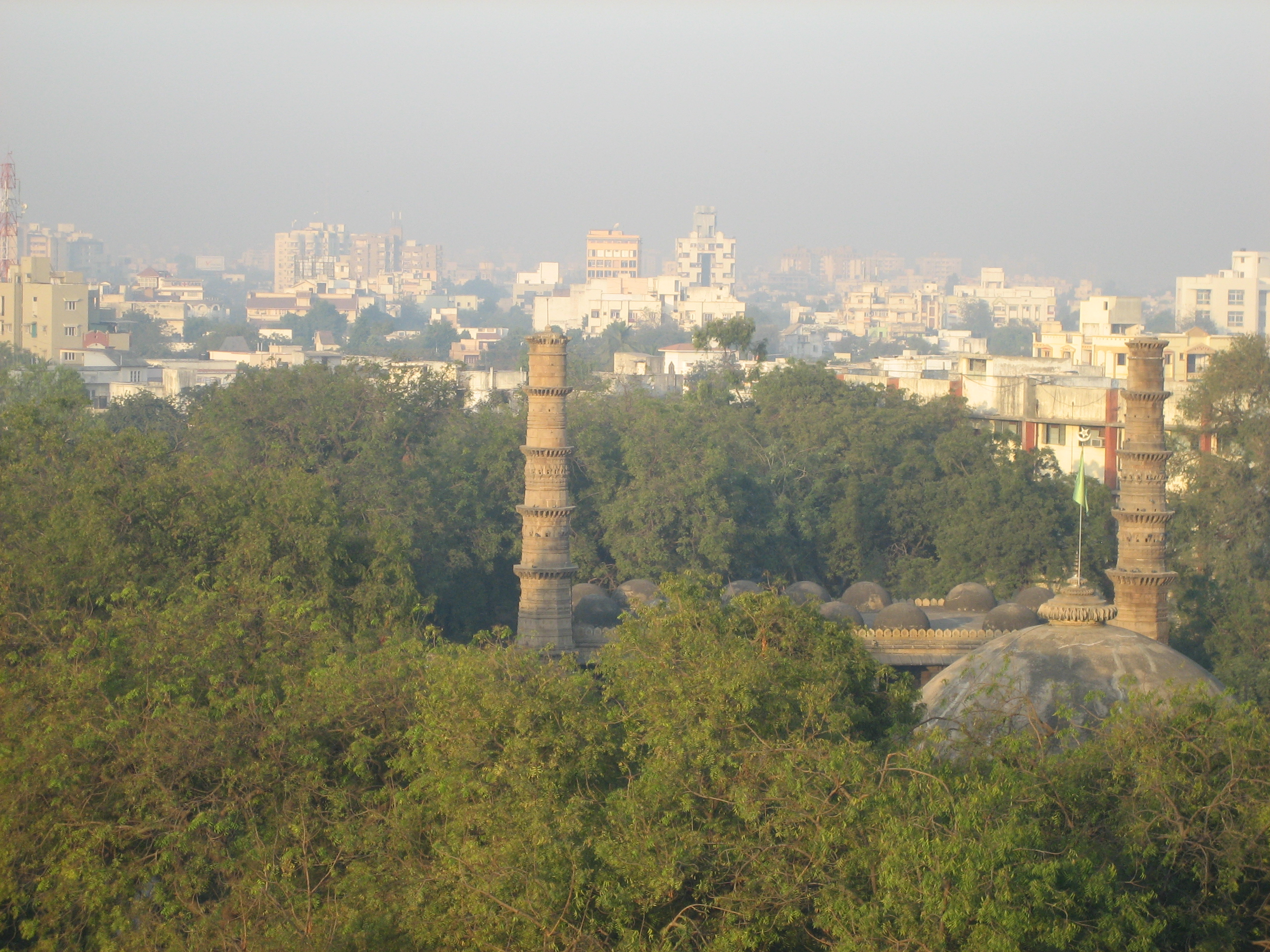
Vue d'Ahmedabad.

En janvier 1965, il se rend en Inde en compagnie de son épouse, pour enseigner le graphisme au National Institute of Design (en) à Ahmedabad, une nouvelle école fondée en 1961. Dans une interview télévisée, il déclare que dans le contexte de l'industrialisation de ce pays, la formation artistique joue un rôle primordial. Il prend congé pour une année de la Gewerbeschule, où il est remplacé par Kurt Hauert. Wolfgang Weingart et Adrian Frutiger lui rendront visite durant ce séjour en Inde. 

#### Yale Summer Program in Graphic Design

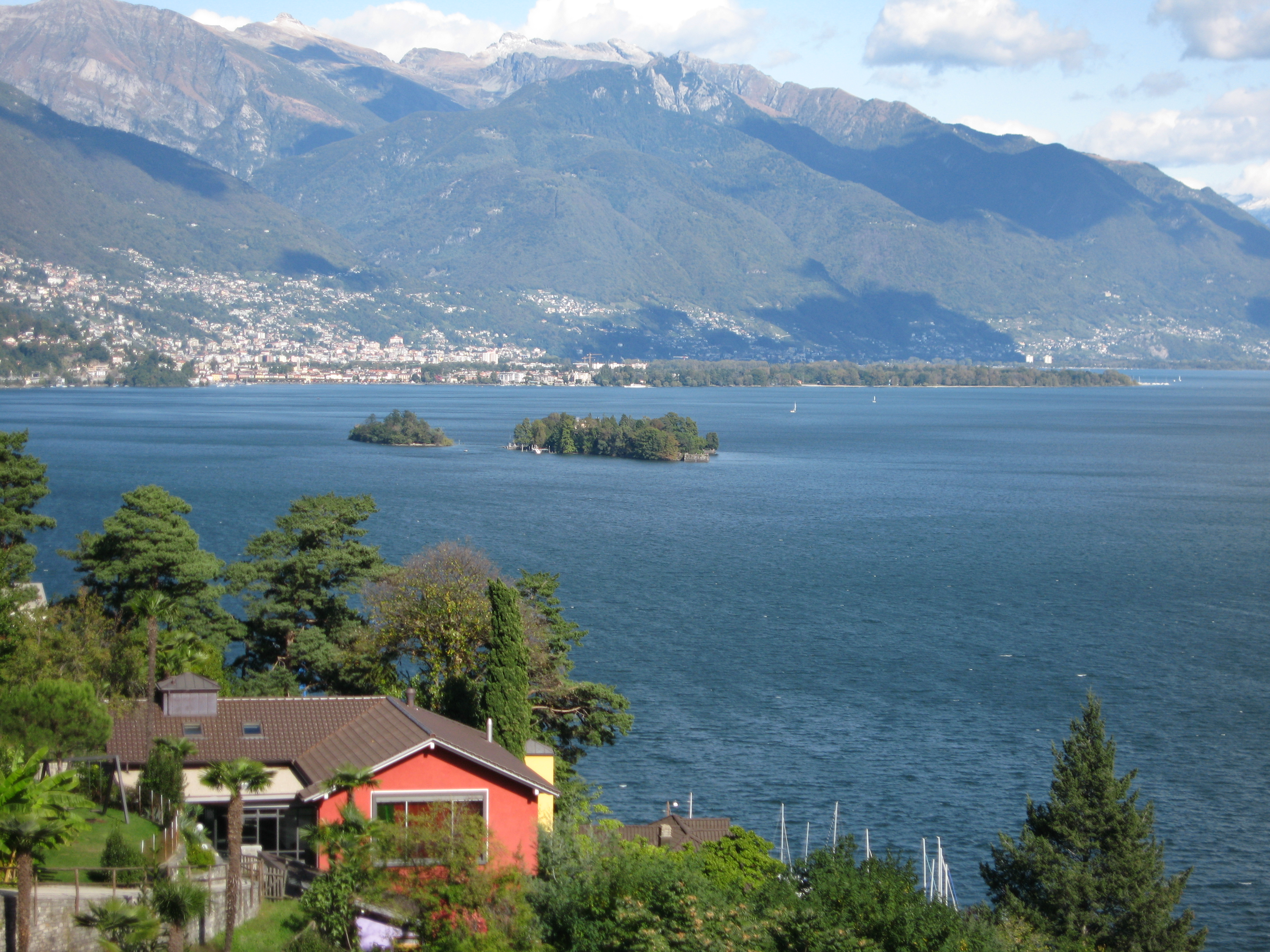
Une vue de Brissago.

À partir de 1974, et pendant de nombreuses années, Hofmann organise le Summer Program in Graphic Design de l'université de Yale. Cette formation se déroule à Brissago, au Tessin, où Hofmann possède une résidence. Des figures comme Paul Rand et Wolfgang Weingart interviennent également dans cette académie d'été qui reste active jusqu'en 1996.

## Réalisation marquantes
Les créations graphiques d'Armin Hofmann se situent surtout dans le domaine de l'affiche. Pendant quarante ans, il réalise de nombreuses affiches remarquées pour des institutions culturelles, dont le Gewerbemuseum Basel (musée d'arts décoratifs), le Stadttheater Basel (théâtre) ou la Kunsthalle Basel (musée d'art contemporain). Les collections du Museum für Gestaltung de Zurich comportent plus de 120 affiches d'Armin Hofmann, datées de 1948 à 1989. 

Affiches d'Armin Hofmann
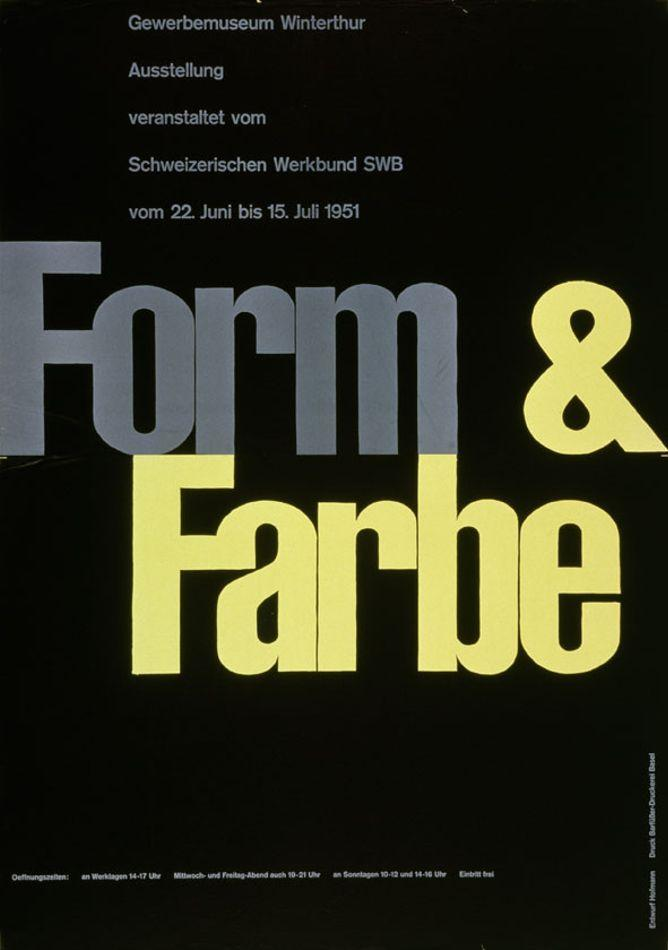
Affiche pour le Gewerbemuseum Winterthur, 1951.
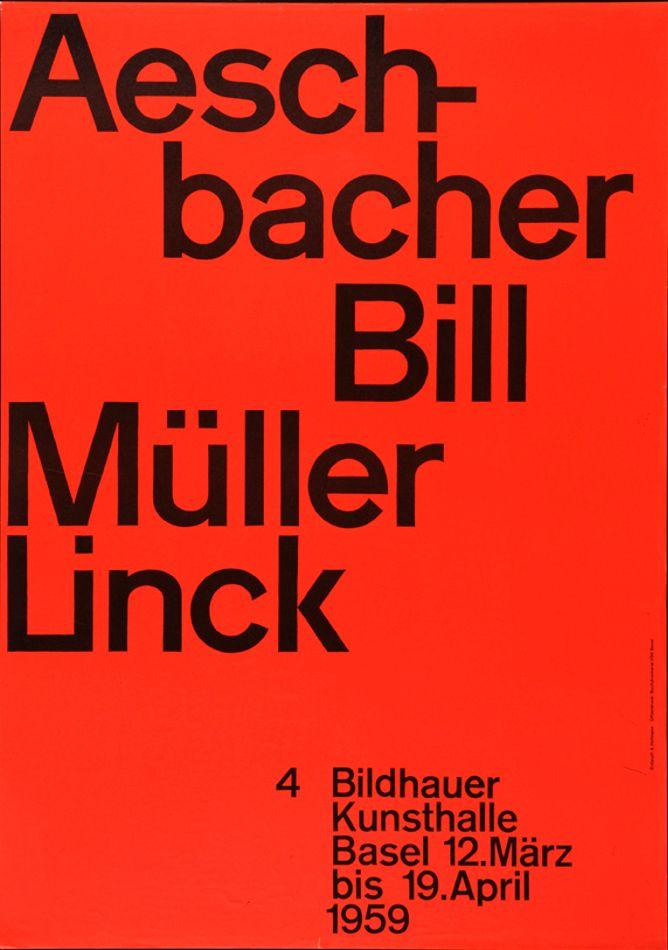
Affiche pour la Kunsthalle Basel, 1959.
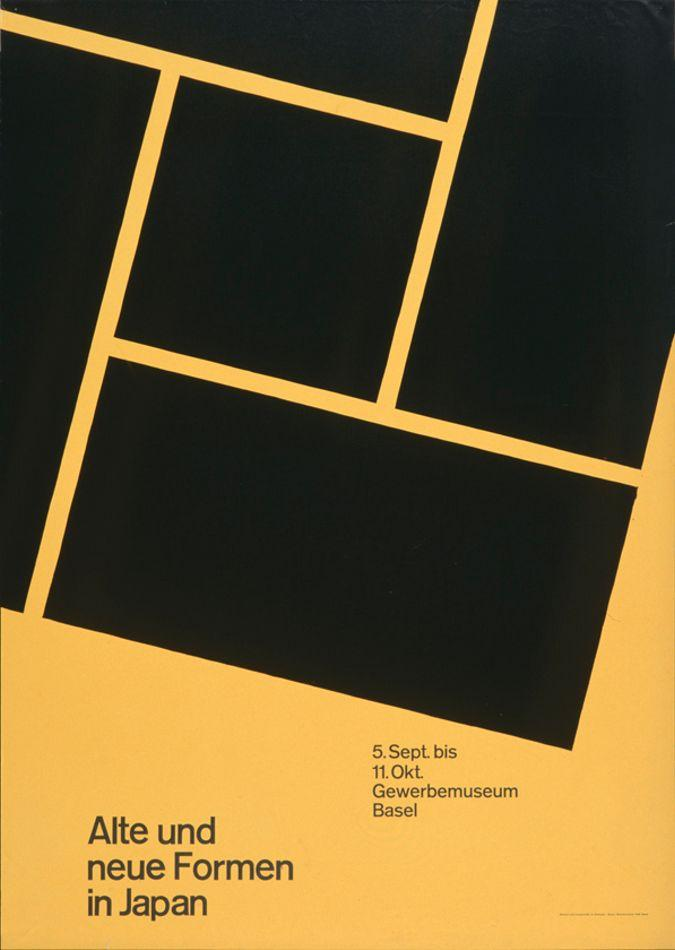
Affiche pour une exposition sur le Japon, 1959.
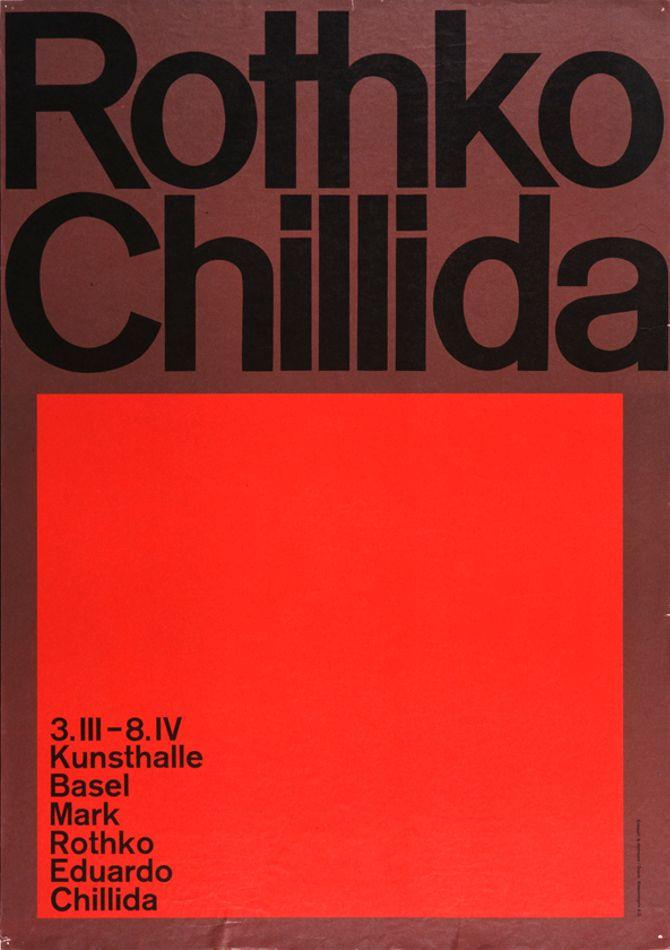
Affiche pour la Kunsthalle Basel,1962.

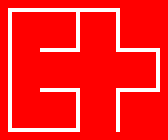
Logo de l'exposition nationale suisse de 1964.

Hofmann est le créateur du logo de l'exposition nationale suisse de 1964.   

### Expositions personnelles
- 1957-58 : 8 Swiss Graphic Artists, exposition itinérante aux États-Unis[12].
- 1981 : Posters, au Museum of Modern Art de New York, 10 septembre - 25 octobre[18].
- 1986 : The Basel School of Design and its Philosophy, exposition d'affiches au Moore College of Art, Philadelphie[19].
- 1990 : Werk - Erkundung - Lehre, au musée de l'affiche d'Essen, 6 avril - 10 juin[20].
- 2003 : au Museum für Gestaltung de Zurich, 3 mars - 30 mai[21]. Un album collectant ses affiches est publié à cette occasion.
- 2020 : Armin Hofmann – Die Plakate und die Siebdruckmappe, Skulpturen und Reliefs, du 20 octobre au 6 novembre[22]. À l'occasion du centenaire de Hofmann, 90 affiches originales sont exposées à la Schule für Gestaltung Basel[23].

## Distinctions
- 1987 – Doctorat d'honneur de la Philadelphia University of the Arts[6]
- 1988 – Membre d'honneur (Honorary Royal Designers) de la Royal Society of Arts
- 1997 – Prix culturel de la Ville de Bâle
- 2011 – Médaille AIGA (Institut américain des arts graphiques)[24]
- 2013 – Grand Prix Design de l'Office Fédéral de la Culture[25]